# Ohmstal
Ohmstal (toponimo tedesco) è una frazione di 307 abitanti del comune svizzero di Schötz, nel distretto di Willisau (Canton Lucerna).

## Geografia fisica
Ohmstal si trova versante sinistro della bassa valle della Luthern.

## Storia

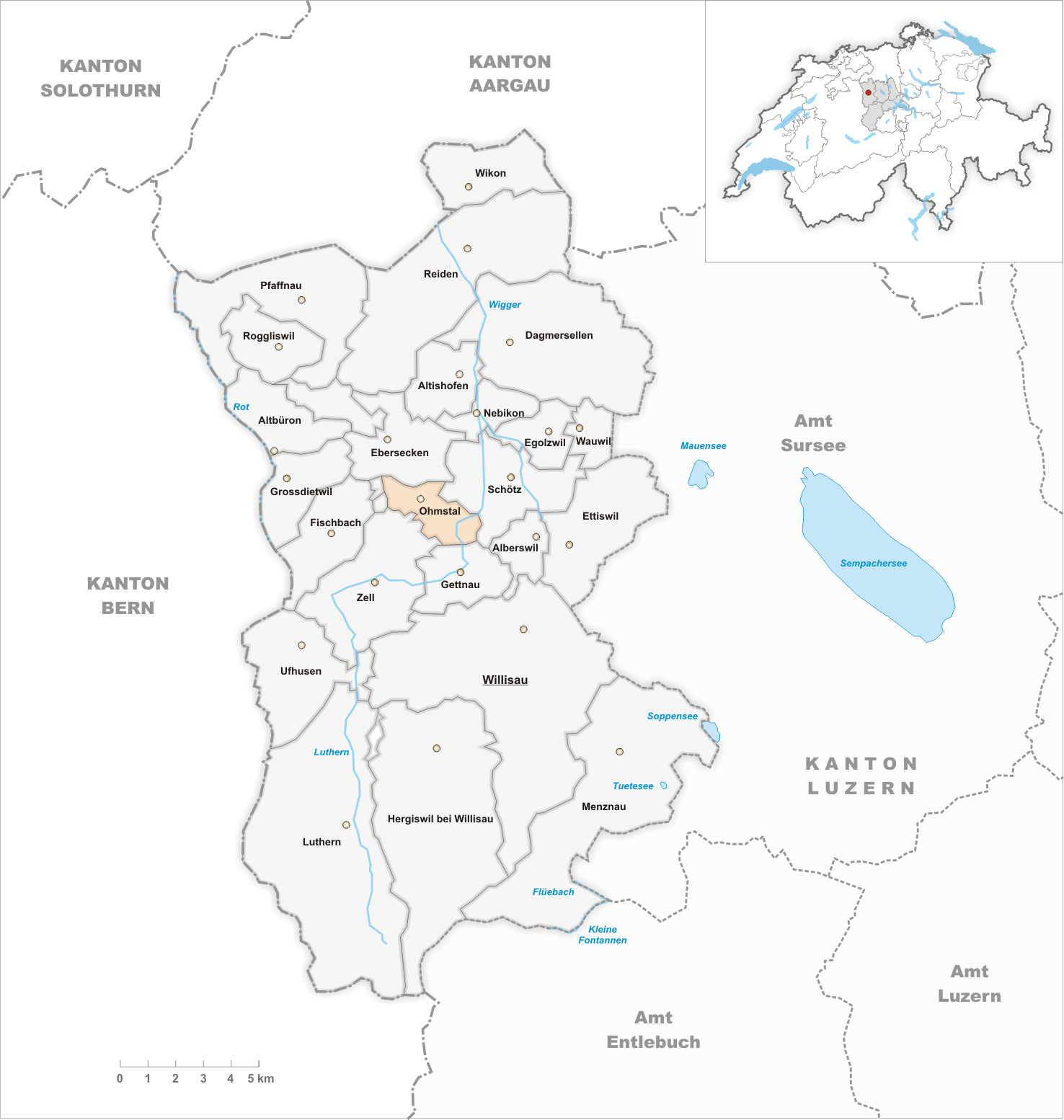
Il territorio del comune di Ohmstal prima degli accorpamenti comunali del 2013

Già comune autonomo (fino al XX secolo detto anche Ohmstal-Niederwil) istituito nel 1819, si estendeva per 4,48 km² e comprendeva anche la frazione di Niederwil; in seguito al risultato del referendum dell'11 marzo 2012 il 1º gennaio 2013 è stato accorpato a quello di Schötz.

## Monumenti e luoghi d'interesse
- Cappella cattolica di Santa Maria in località Niederwil, eretta nel 1841[1].

## Società

### Evoluzione demografica
L'evoluzione demografica è riportata nella seguente tabella:
Abitanti censiti

## Economia
L'economia locale si basa prevalentemente sull'agricoltura.